# 아라비안 나이트 (1974년 영화)
《아라비안 나이트》(Arabian Nights)는 1974년 개봉한 이탈리아의 옴니버스 영화이다. 피에르 파올로 파솔리니가 감독과 공동각본을 맡았으며, 《천일야화》를 영화화한 작품이다. 파솔리니의 인생 삼부작 중 마지막 작품이다. 1974 칸 영화제 그랑프리 수상작이다.

## 출연

### 주연
- 니네토 다볼리
- 프랑코 치티

### 조연
- 마가렛 클레멘티
- 이네스 펠레그리니

## 기타
- 미술: 단테 페레티
- 의상: 다닐로 도나티

## 같이 보기
- 천일야화 (1969년 영화)
- 오리엔탈리즘